# Record du monde de natation dames du 50 mètres brasse
Progression du record du monde de natation sportive dames pour l'épreuve du 50 mètres brasse en bassin de 50 et 25 mètres.

## Bassin de50 mètres
| Temps    | Athlète          | Naissance | Âge | Nationalité        | Compétition                     | Lieu        | Date              |
| -------- | ---------------- | --------- | --- | ------------------ | ------------------------------- | ----------- | ----------------- |
| 31 s 58  | Silke Hörner     | 1965      | 23  | Allemagne de l'Est |                                 | Séoul       | 23 septembre 1988 |
| 30 s 95  | Penelope Heyns   | 1974      | 24  | Afrique du Sud     |                                 | New York    | 26 juillet 1998   |
| 30 s 83  | Penelope Heyns   | 1974      | 25  | Afrique du Sud     |                                 | Sydney      | 28 août 1999      |
| 30 s 57  | Zoe Baker        | 1976      | 26  | Royaume-Uni        | Jeux du Commonwealth (d)        | Manchester  | 30 juillet 2002   |
| 30 s 45  | Jade Edmistone   | 1982      | 23  | Australie          | Championnats du monde (f)       | Montréal    | 31 juillet 2005   |
| 30 s 31  | Jade Edmistone   | 1982      | 24  | Australie          | Commonwealth trials (s)         | Melbourne   | 30 janvier 2006   |
| 30 s 23, | Yuliya Efimova   | 1992      | 17  | Russie             | Championnats de Russie (d)      | Moscou      | 28 avril 2009     |
| 30 s 05, | Yuliya Efimova   | 1992      | 17  | Russie             | Championnats de Russie (f)      | Moscou      | 28 avril 2009     |
| 30 s 23  | Amanda Reason    | 1993      | 16  | Canada             | Canada world championship trial | Montréal    | 8 juillet 2009    |
| 30 s 09  | Yuliya Efimova   | 1992      | 17  | Russie             | Championnats du monde (f)       | Rome        | 2 août 2009       |
| 29 s 95, | Jessica Hardy    | 1987      | 22  | États-Unis         | US Open championship (tt)       | Federal Way | 6 août 2009       |
| 29 s 80, | Jessica Hardy    | 1987      | 22  | États-Unis         | US Open championship (f)        | Federal Way | 7 août 2009       |
| 29 s 78  | Yuliya Efimova   | 1992      | 21  | Russie             | Championnats du monde (s)       | Barcelone   | 3 août 2013       |
| 29 s 48  | Rūta Meilutytė   | 1997      | 16  | Lituanie           | Championnats du monde (d)       | Barcelone   | 3 août 2013       |
| 29 s 40  | Lilly King       | 1997      | 20  | États-Unis         | Championnats du monde (f)       | Budapest    | 30 juillet 2017   |
| 29 s 30  | Benedetta Pilato | 2005      | 16  | Italie             | Championnats d'Europe (d)       | Budapest    | 22 mai 2021       |
| 29 s 30  | Rūta Meilutytė   | 1997      | 26  | Lituanie           | Championnats du monde (d)       | Fukuoka     | 29 juillet 2023   |
| 29 s 16  | Rūta Meilutytė   | 1997      | 26  | Lituanie           | Championnats du monde (f)       | Fukuoka     | 30 juillet 2023   |

## Bassin de25 mètres
| Temps   | Athlète         | Naissance | Âge | Nationalité    | Compétition                   | Lieu          | Date              |
| ------- | --------------- | --------- | --- | -------------- | ----------------------------- | ------------- | ----------------- |
| 31 s 22 | Peggy Hartung   | 1969      |     | Allemagne      | Coupe du monde                | Paris         | 7 février 1992    |
| 31 s 19 | Louise Karlsson | 1974      | 18  | Suède          | Championnats d'Europe (f)     | Espoo         | 21 novembre 1992  |
| 31 s 11 | Han Xue         | 1981      |     | Chine          | Coupe du monde                | Hong Kong     | 7 janvier 1996    |
| 30 s 98 | Han Xue         | 1981      |     | Chine          | Coupe du monde                | Beijing       | 11 janvier 1996   |
| 30 s 88 | Han Xue         | 1981      |     | Chine          | Coupe du monde                | Glasgow       | 29 janvier 1997   |
| 30 s 77 | Han Xue         | 1981      |     | Chine          | Coupe du monde                | Gelsenkirchen | 2 février 1997    |
| 30 s 60 | Penelope Heyns  | 1974      | 24  | Afrique du Sud | Seagulls gala                 | Durban        | 26 septembre 1999 |
| 30 s 56 | Luo Xuejuan     | 1984      | 17  | Chine          | Coupe du monde                | Shanghai      | 3 décembre 2001   |
| 30 s 56 | Wei Li          | 1979      |     | Chine          | Coupe du monde                | Shanghai      | 3 décembre 2001   |
| 30 s 56 | Emma Igelström  | 1980      | 21  | Suède          | Championnats d'Europe         | Anvers        | 13 décembre 2001  |
| 30 s 53 | Zoe Baker       | 1976      | 26  | Royaume-Uni    | Championnats d'Afrique du Sud | Durban        | 4 janvier 2002    |
| 30 s 51 | Zoe Baker       | 1976      | 26  | Royaume-Uni    | Coupe du monde (f)            | Imperia       | 16 janvier 2002   |
| 30 s 47 | Luo Xuejuan     | 1984      | 18  | Chine          | Coupe du monde (f)            | Paris         | 19 janvier 2002   |
| 30 s 43 | Emma Igelström  | 1980      | 22  | Suède          | Coupe du monde (f)            | Stockholm     | 23 janvier 2002   |
| 30 s 31 | Zoe Baker       | 1976      | 26  | Royaume-Uni    | Coupe du monde (f)            | Berlin        | 27 janvier 2002   |
| 30 s 24 | Emma Igelström  | 1980      | 22  | Suède          | Championnats de Suède         |               | 14 mars 2002      |
| 29 s 96 | Emma Igelström  | 1980      | 22  | Suède          | Championnats du monde (f)     | Moscou        | 4 avril 2002      |
| 29 s 96 | Jade Edmistone  | 1982      | 22  | Australie      | Championnats d'Australie (d)  | Brisbane      | 25 septembre 2004 |
| 29 s 90 | Jade Edmistone  | 1982      | 22  | Australie      | Championnats d'Australie (f)  | Brisbane      | 26 septembre 2004 |
| 29 s 58 | Jessica Hardy   | 1987      | 21  | États-Unis     | Championnats du monde (f)     | Manchester    | 10 avril 2008     |
| 29 s 45 | Jessica Hardy   | 1987      | 22  | États-Unis     | Coupe du monde (f)            | Durban        | 17 octobre 2009   |
| 29 s 36 | Jessica Hardy   | 1987      | 22  | États-Unis     | Coupe du monde (f)            | Moscou        | 7 novembre 2009   |
| 28 s 96 | Jessica Hardy   | 1987      | 22  | États-Unis     | Coupe du monde (s)            | Stockholm     | 11 novembre 2009  |
| 28 s 80 | Jessica Hardy   | 1987      | 22  | États-Unis     | Coupe du monde (f)            | Berlin        | 15 novembre 2009  |
| 28 s 71 | Yuliya Efimova  | 1992      | 21  | Russie         | Coupe du monde (f)            | Tokyo         | 10 novembre 2013  |
| 28 s 64 | Alia Atkinson   | 1988      | 27  | Jamaïque       | Coupe du monde (f)            | Tokyo         | 26 octobre 2016   |
| 28 s 56 | Alia Atkinson   | 1988      | 29  | Jamaïque       | Coupe du monde (f)            | Budapest      | 6 octobre 2018    |
| 28 s 37 | Rūta Meilutytė  | 1997      | 25  | Lituanie       | Championnats du monde (d)     | Melbourne     | 17 décembre 2022  |